# جويل وارد (لاعب هوكي جليد)
جويل وارد هو لاعب هوكي جليد كندي، ولد في 2 ديسمبر 1980 في North York ‏ في كندا.

## وصلات خارجية
- جويل وارد على موقع دوري الهوكي الوطني (الإنجليزية)
- جويل وارد على موقع EliteProspects.com (الإنجليزية)
- جويل وارد على موقع Eurohockey.com (الإنجليزية)
- جويل وارد على موقع HockeyDB.com (الإنجليزية)
- جويل وارد على موقع Hockey-Reference.com (الإنجليزية)